# Połubińscy herbu własnego
Połubińscy (hist pol. Połubeńscy) herbu własnego (Połubiński) – polski ród książęcy (kniaziowski) pochodzenia wielkolitewskiego. Ród ten prawdopodobnie pochodził od Andrzeja Olgierdowicza, przodka dynastii Giedyminowiczów, poprzez ród Olgierdowiczów. Pierwszym znanym członkiem rodziny jest książę Andrzej Połubiński.
Nie jest wiadome czy ród Połubińskich nadal żyje.

## Etymologia nazwiska
Nazwisko rodu Połubińskich ma charakter odmiejscowy, a konkretniej od nazwy sioła Połubniki pod Lidą, najprawdopodobniej wcześniej zwanego Połubeńsk, albo od sioła Poliubicze (Połubica) w dawnym powiecie brzeskim, które według źródeł zostało nadane dopiero w 1503 roku księciowi Wasylowi Andrzejewiczowi Połubeńskiemu. Jednakże według opinii Józefa Wolffa, polskiego historyka, miejscowość ta mogła być w posiadaniu jego przodków jeszcze przed wspomnianym nadaniem.
Początkowo używali nazwiska w formie Połubeński, jednakże z biegiem czasu zostało ono przez nich spolszczone na dziś znany Połubiński.

## Pochodzenie
Połubińscy są rodem książęcym (kniaziowskim), o wielkolitewskim pochodzeniu etnicznym. Ich pochodzenie ma wiele analogii z rodami Kroszyńskich i Łukomskich, a wszystkie te trzy rodziny są zupełnie nieznane ruskim księgom rodosłownym.
Według rodowodu książąt Połubińskich, ich protoplastą był niejaki Andrzej Wigunt Olgierdowicz, którego synem był Fedor, wnukiem również Fedor, prawnukiem Andrzej (książę na Łubnie), a praprawnukiem Wasyl Andrzejewicz Połubiński (marszałek). W rzeczywistości jednak Andrzej Wigunt Olgierdowicz, którego Połubińscy traktują jako protoplastę jest dwiema różnymi osobami – Andrzejem i Wiguntem Olgierdowiczami. Wigunt zmarł bezpotomnie, a Andrzej miał synów Michała, Semena (Szymona) i Iwana. O jakimkolwiek Fedorze, który według rodowodu miał być synem protoplasty rodziny, nie ma śladu w jakichkolwiek źródłach historycznych, co oznacza, że rodowód całkowicie odbiega od rzeczywistości.
Wojciech Wijuk Kojałowicz wyprowadzał rodowód książąt Połubińskich od Andrzeja Olgierdowicza z dynastii Giedyminowiczów. Autorzy najnowszych publikacji w tej dziedzinie również uważają to za prawdopodobne, w tym dwóch cenionych badaczy, Jan Tęgowski i Józef Wolff.

## Historia

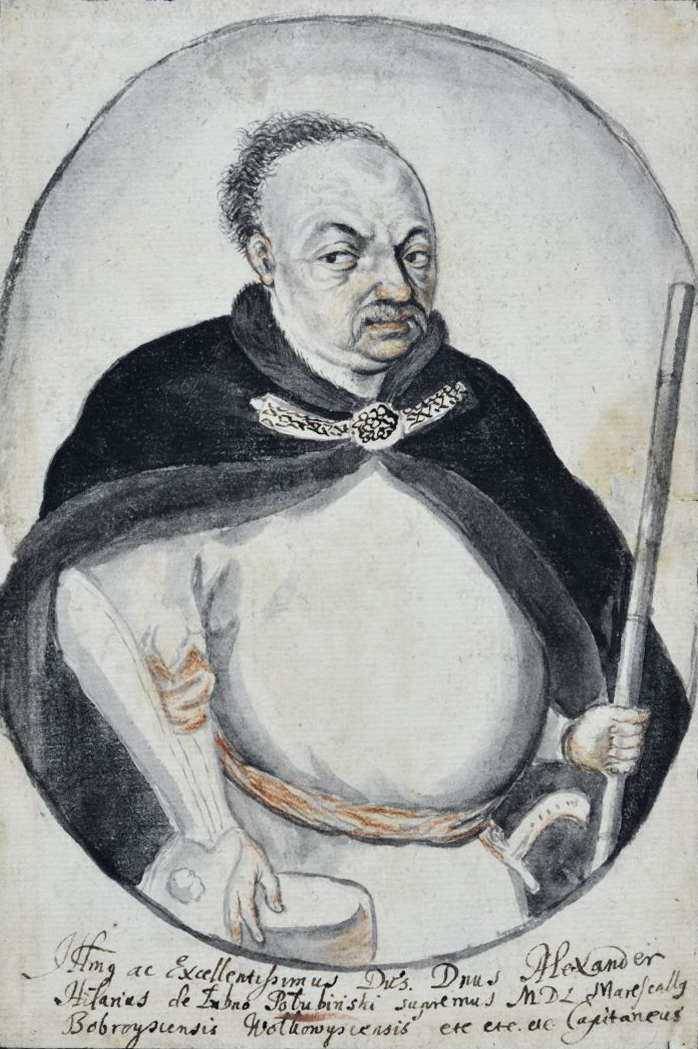
Aleksander Hilary Połubiński (XVII w.)

Pierwszym znanym historycznie członkiem rodu Połubińskich jest Andrzej Połubiński, który służył królowi Kazimierzowi IV Jagiellończykowi. Pierwsze wzmianki na jego temat natomiast pochodzą z lat 1482–1488, kiedy to otrzymał od króla Kazimierza liczne nadania. Nadanie z 1482 roku dotyczyło dwudziestu kop z karczm rodziny Dereczyńskich. Nagrobek Andrzeja miał znajdować się w Ławrze Peczerskiej w Kijowie, obok nagrobku księcia Włodzimierza Olgierdowicza.
Ród bardzo silnie się rozrodził i podzielił na pięć gałęzi: andrzejowską, aleksandrowską, michałowską, iwanowską i fedorowską, z których iwanowska miała żyć jeszcze pod koniec XIX wieku. Dalszy los rodziny nie jest znany.

## Znani przedstawiciele
- ks. Aleksander Hilary Połubiński (1626–1679) – marszałek wielki litewski.
- ks. Aleksander Rajnold Połubiński (?–?) – chorąży smoleński, podsędek smoleński.
- ks. Dymitr Samuel Połubiński (?–1687) – wojewoda nowogródzki, podczaszy słonimski.
- ks. Jerzy Antoni Połubiński  (1735–1801) – biskup rzymskokatolicki.